# Ingo Borkowski
Ingo Borkowski (Potsdam, 2 de outubro de 1971) é um velejador alemão, medalhista olímpico. Ele competiu nos Jogos Olímpicos de Verão de 2000 na classe Soling e conquistou a medalha de prata, ao lado de Jochen Schümann e Gunnar Bahr.
Desde o início da década de 1990 faz parte da elite da vela alemã e internacional em diversas classes de barcos. O primeiro grande evento foi o Campeonato Europeu de Soling em 1992, onde ficou em sexto lugar. No ano seguinte, ele venceu o Campeonato Alemão de Soling. O primeiro grande sucesso de Borkowski foi vencer o campeonato mundial no H-boat em 1995.